# Cinderella pollinosa
Cinderella pollinosa är en tvåvingeart som beskrevs av Willi Hennig 1969. Cinderella pollinosa ingår i släktet Cinderella och familjen myllflugor. Inga underarter finns listade i Catalogue of Life.